# 圣玛窦主教座堂 (华盛顿)
圣玛窦主教座堂（英語：Cathedral of St. Matthew the Apostle）是天主教华盛顿总教区的主教座堂，位于美国华盛顿特区罗德岛大道1725-1739号（康涅狄格大道与17街之间）。主保圣人为马太。1974年列入国家史迹名录。

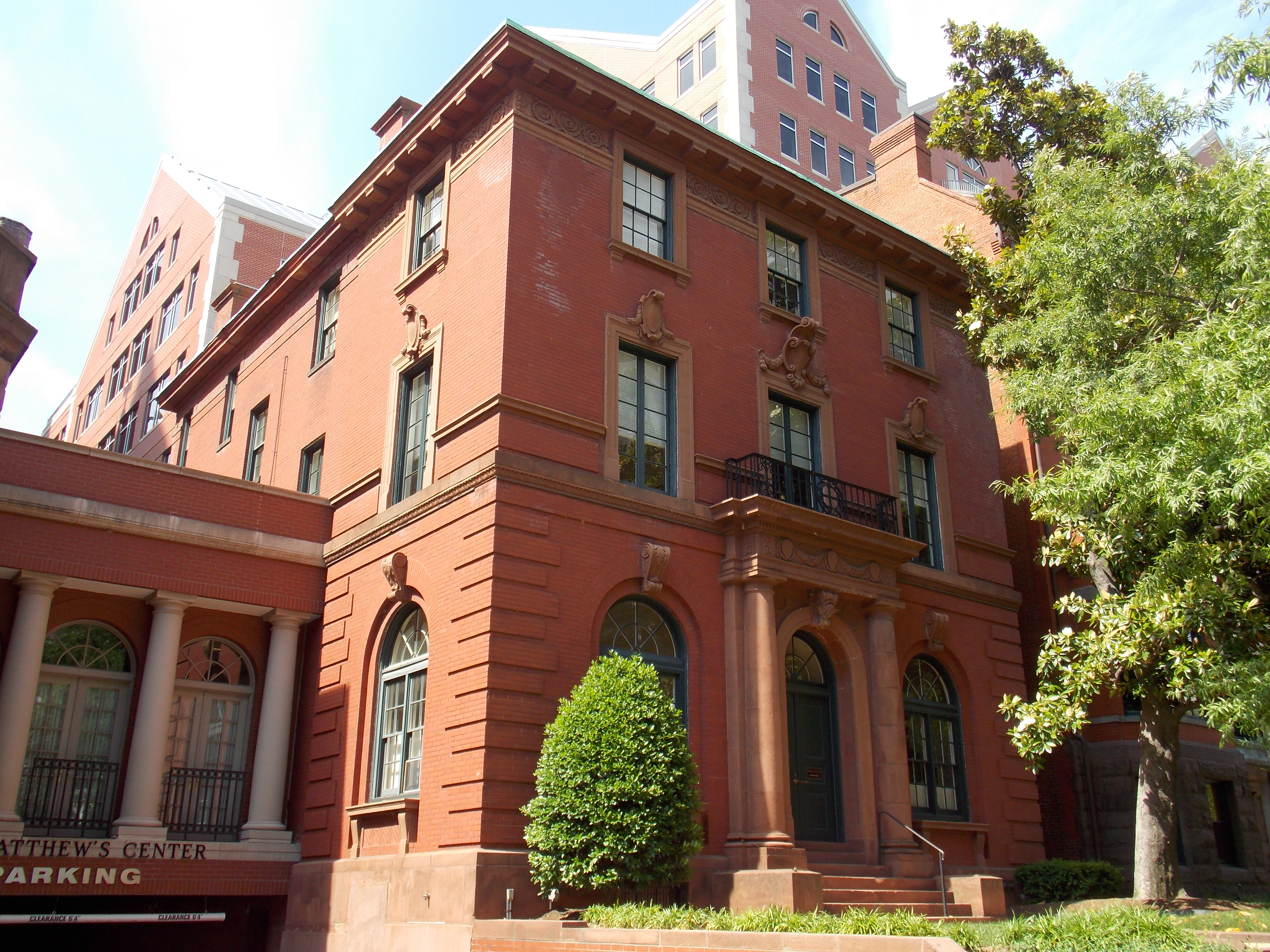
Rectory

目前的教堂建于1893-1913年，1895年6月2日举行第一次弥撒。1939年，该堂成为新成立的华盛顿总教区的主教座堂。 

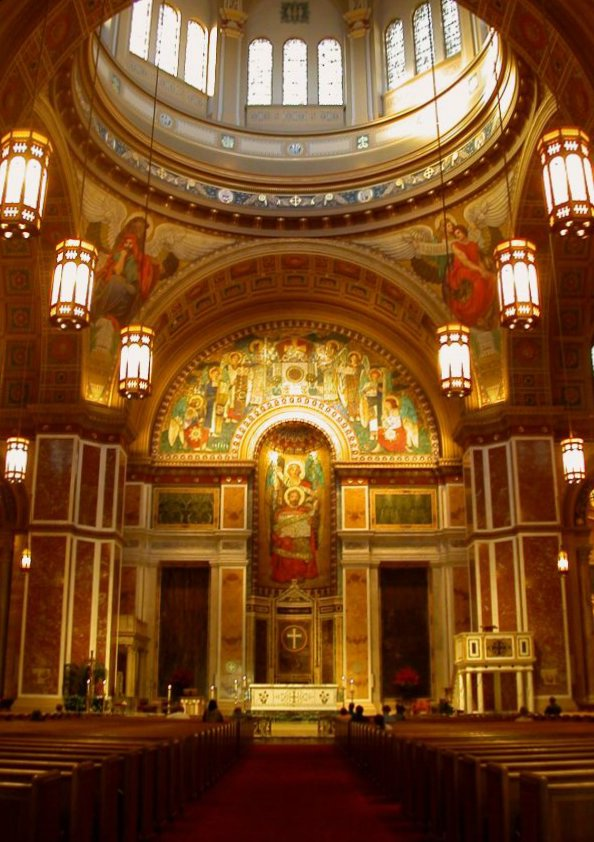